# Robno morje
V oceanografiji je robno morje tako, ki je delno obdano z otoki, otočji ali polotoki, ki mejijo na ali so široko odprti na ocean na površini in/ali mejijo s podmorskimi grebeni na morskem dnu.

## Robna morja na Zemlji
Viri niso enotni o tem, katera morja so robna morja in kateremu oceanu nek del pripada. Na tem področju ne obstaja ena sama končna avtoriteta.

##### Robna morjaArktičnega oceana(včasih poimenovanegaSeverno ledeno morje)
- Barentsovo morje
  - Belo morje (celinsko morje?)
  - Pečorsko morje
- Beaufortovo morje z Amundsenovim zalivom
- Čukotsko morje (med Vranglovim otokom in rtom Point Barrow)
- Karsko morje[2] z Obskim zalivom
- Morje Laptevov (med Severno deželo in Novosibirskimi otoki)[3]
- Vzhodnosibirsko morje (med Novosibirskimi otoki in Vranglovim otokom)
- Melvillovo morje(?) v kanadskem arktičnem arhipelagu
- (Grenlandsko morje/Norveško morje na prehodu v Atlantik)
- Hudsonov zaliv (?) (celinsko morje)?

##### Robna morjaAtlantskega oceana:
- Argentinsko morje
- Baltsko morje (celinsko morje, omejeno s Kattegatom, Beltskim morjem, Botnijskim zalivom, Finskim zalivom, Riškim zalivom..)
- Biskajski zaliv (tudi Baskovsko morje, Kantabrijsko morje)
- Kadiški zaliv (Bahía de Cádiz)
- Gvinejski zaliv (z Beninskim zalivom in Zalivom Bonny, bivšim Biafrskim zalivom)
- Irmingerjevo morje
- Sargaško morje
- Bahamsko morje
- Karibsko morje ali Antilsko morje (včasih opredeljeno kot robno morje).[4]
- Rokavski preliv (med Francijo oz. celinsko Severno Evropo in Anglijo)
- Mehiški zaliv (celinsko morje?)
- Hebridsko morje
- Irsko morje (med Irsko in Veliko Britanijo)
- Keltsko morje
- Beltsko morje
- Labradorsko morje
- Baffinov zaliv
- Zaliv Maine/Mainski zaliv (zaliv Fundi)
- Sredozemsko morje (glej posebej)
- Severno morje (med Veliko Britanijo, Severno celinsko Evropo in Skandinavijo z ožinama Skagerrak in Kattegat proti Baltskemu morju)
  - Vatsko morje in Nemški zaliv
- Norveško morje (med Islandijo, Ferskimi otoki in Šetlandskimi otoki) (in s severovzhodne strani Grenlandsko morje)
- Severno morje (vzhodno od Velike Britanije)
- Škotsko morje (ob Falklandskih otokih, Južni Georgiji in Južnih Sandwichevih otokih)
- Zaliv svetega Lovrenca (nadaljevanje Reke svetega Lovrenca)
- včasih se Arktični ocean (Severno ledeno morje) sam šteje za obrobno morje Atlantika,[5] s tem pa tudi Hudsonov zaliv (ki je lahko sam celinsko morje)?

##### Robna morjaIndijskega oceana:
- Andamansko morje (do Andamanskih in Nikobarskih otokov)[6]
- Arabsko morje (Kambajski zaliv...)
  - Omanski zaliv >> Perzijski zaliv (celinsko morje)
  - Adenski zaliv >> Rdeče morje (celinsko morje)
- Arafursko morje
- Bengalski zaliv
- Javansko morje
- Lakadivsko morje
- Floreško morje
- Timorsko morje
- Veliki avstralski zaliv
- Morje Zanj (zgodovinsko ime morja ob jugovzhodni afriški obali z Maskareni)

##### Robna morjaSredozemskega morja(ki je sámo celinsko morje)
- Jadransko morje (celinsko morje?)
- Egejsko morje
  - Trakijsko morje
  - Kretsko morje
  - Mirtojsko morje
- Libijsko (Afriško) morje; zaliva Velika in Mala Sirta
- Alboransko morje
- Balearsko morje
- Črno morje (celinsko morje)
  - Azovsko morje (celinsko morje)
- Jonsko morje
- Levantinsko morje (tudi Vzhodno morje)
- Levji zaliv
- Ligursko morje
- Marmarsko morje  (celinsko morje)
- Sardinsko morje
- Sicilsko morje
- Tirensko morje

##### Robna morjaTihega oceana:
- Aljaški zaliv (s Cookovim zalivom itd.)
- Bandsko morje
- Beringovo morje (ločeno z Aleutskimi otoki)
  - Anadirski zaliv
  - Bristolski zaliv
- Bismarckovo morje
- Celebeško morje
- Čilsko morje (meja Otok Chiloé)
- Kalifornijski zaliv, znan tudi kot Cortésovo ali Cortezovo morje
- Koralno morje (meja Salomonovi otoki in Vanuatu)
- Filipinsko morje (meja Boninski otoki, Marijansko otočje in Palau)
- Japonsko morje (med Korejskim polotokom in Japonskim otočjem)
- Javansko morje
- Južnokitajsko morje
  - Tajski zaliv
  - Tonkinški zaliv
- Moluško morje
- Ohotsko morje (z Zalivom Šelihova in Sahalinskim zalivom; ločeno s Kurilskimi otoki in Kamčatko)
- Notranje morje Seto (Japonska)
- Panamski zaliv
- Salomonovo morje
- Suluško morje
- Tasmanovo morje (med Avstralijo in Novo Zelandijo)
- Timorsko morje
- Vzhodnokitajsko morje (meja Otočje Rjukju)
  - Rumeno morje (med kopnim in Korejskim polotokom)
    - Korejski zaliv
    - Bohajsko morje (zaliv/celinsko morje?)

##### Robna morjaJužnega oceana(obAntarktiki)
- Amundsenovo morje
- Bellingshausnovo morje
- D'Urvillovo morje
- Škotsko morje
- Rossovo morje
- Weddellovo morje
- pa tudi:
  - Davisovo morje
  - Kooperacijsko morje
  - Kozmonavtovo morje
  - Lazarevovo morje
  - Mawsonovo morje
  - Riiser-Larsenovo morje
  - Somovo morje